# Galen Rathbun
Galen B. Rathbun (Woodside, 24 de junio de 1944-Cambria, 13 de abril de 2019) fue un biólogo estadounidense, célebre por ser el codescubridor, junto con Francesco Rovero, de la especie de musaraña elefante Rhynchocyon udzungwensis en enero de 2008.
En 1964, Rathbun recibió un grado de asociado en zoología en el College of San Mateo, en San Mateo, California. En 1968 recibió el Bachelor of Arts de la Universidad Humboldt State, California. Entre 1967 y 1970, impartió clases en Kenia como miembro de los Cuerpos de Paz. Después de que en 1976 recibiera su Ph.D. de zoología en la Universidad de Nairobi, Kenia, completó una investigación en el Smithsonian National Zoological Park. 
Entre sus principales intereses de investigación se puede incluir el comportamiento ecológico de los vertebrados, la biología de la conservación de especies en decadencia, y la aplicación innovadora de técnicas de campo. Ejerció gran parte de su carrera como biólogo investigador federal, estudiando los manatíes de Florida y las nutrias marinas de California.
Rathbun fue investigador y miembro honorífico del Departamento de Ornitología y Mastología de la Academia de Ciencias de California, y científico emérito del U.S. Geological Survey. Entre sus últimas investigaciones destaca un estudio del modo de vida básico de Rana draytonii y de las tortugas de agua del Pacífico, el impacto del ganado bovino en una comunidad de pequeños mamíferos en San Joaquin Valley, y la evolución manogámica de las musarañas elefante y Petromus typicus en Namibia. Como miembro fundador del Afrotheria Specialist Group de la UICN, Galen estuvo activo en la biología de la conservación. Fue autor de más de 100 publicaciones técnicas.